# Дона (Німеччина)
Дона (нім. Dohna) — місто в Німеччині, розташоване в землі Саксонія. Входить до складу району Саксонська Швейцарія — Східні Рудні Гори. Складова частина об'єднання громад Дона-Мюгліцталь.
Площа — 28,57 км2. Населення становить 6163 ос. (станом на 31 грудня 2020).

## Галерея

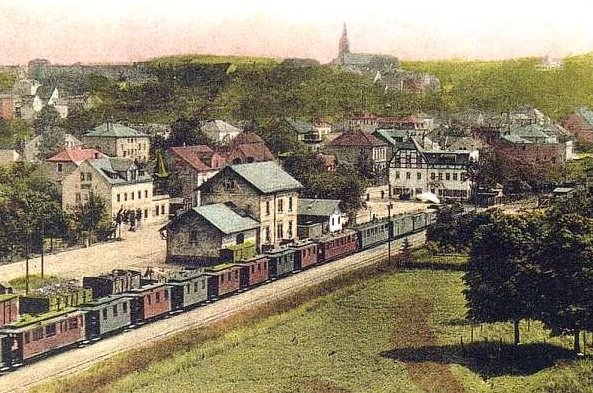
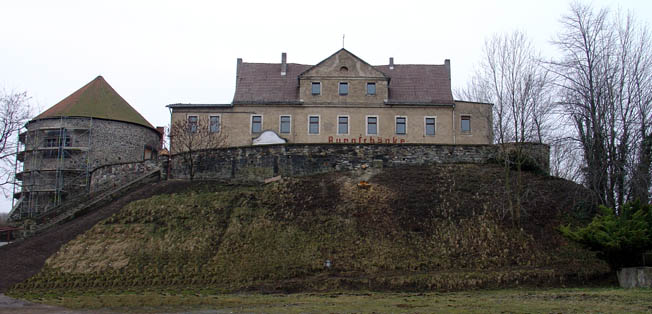
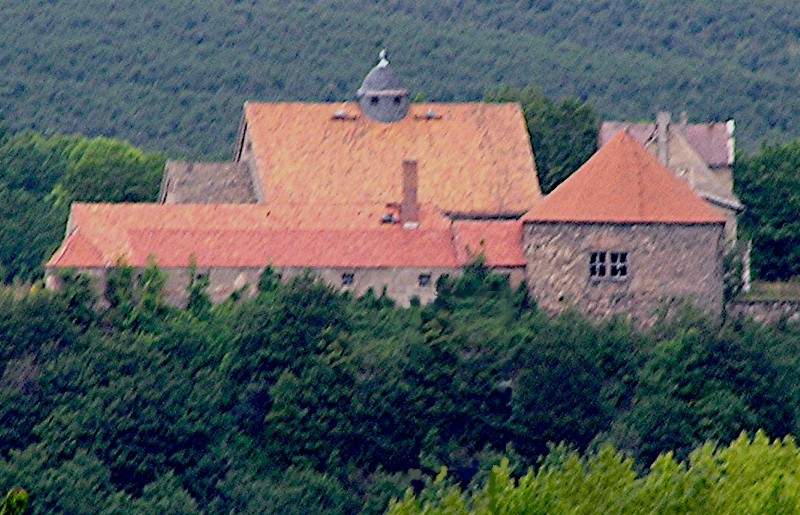
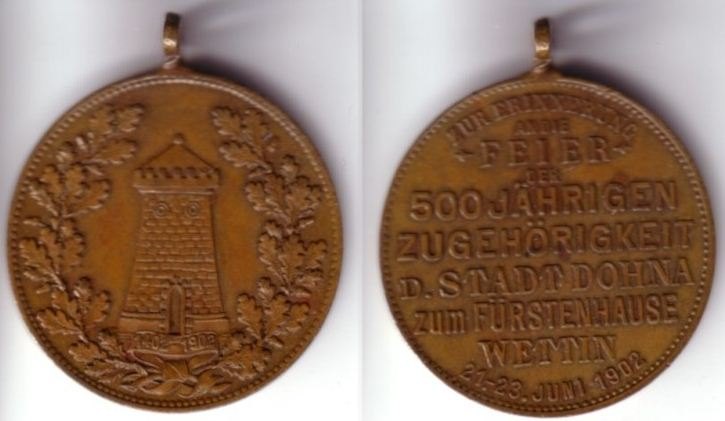
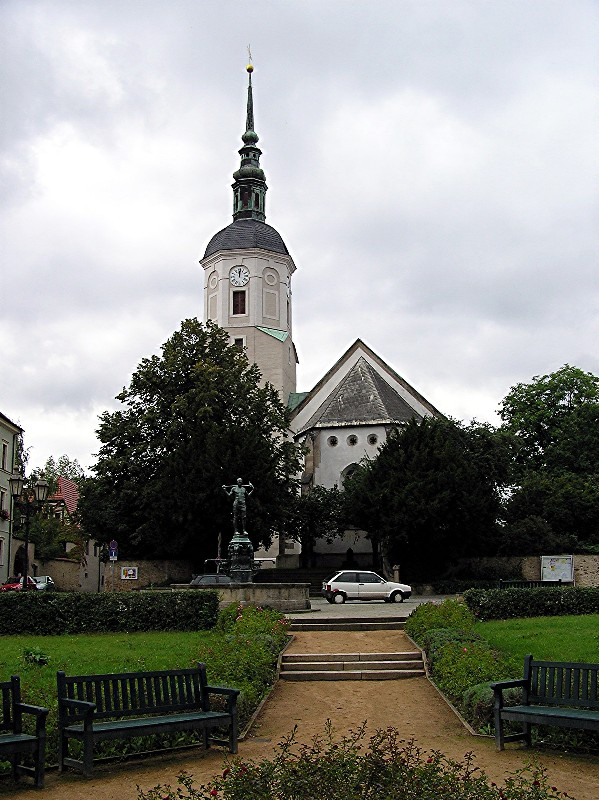
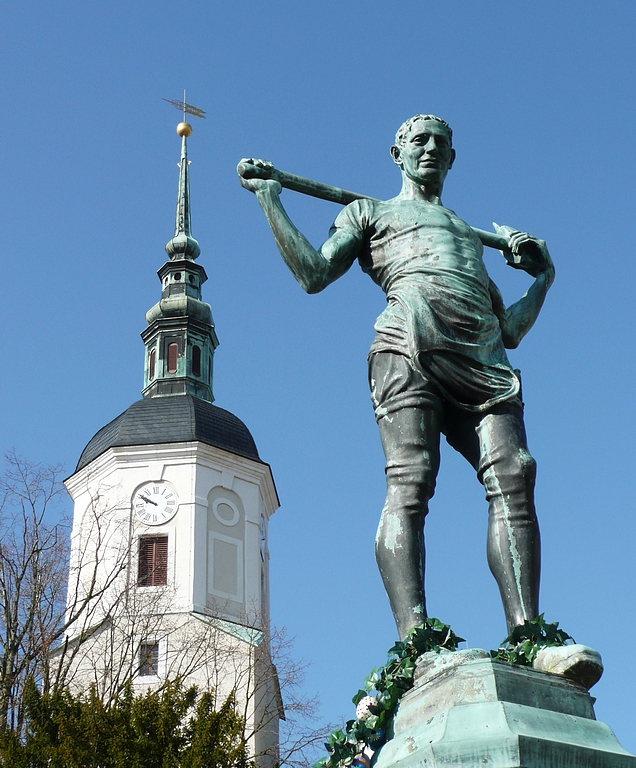